# Ница Монферато
Нѝца Монфера̀то (на италиански: Nizza Monferrato; на пиемонтски: Nissa Monfrà, Ниса Монфъра) е град и община в Северна Италия, провинция Асти, регион Пиемонт. Разположен е на 138 m надморска височина. Населението на общината е 10 482 души (към 2010 г.).